# شیمادا، شیزوئوکا
شیمادا در استان شیزوئوکا در کشور ژاپن  واقع شده‌است  که دارای جمعیت ۹۵٬۷۶۲ نفر و مساحت ۱۹۵٫۴۰ کیلومتر مربع با تراکم جمعیت ۴۹۰  نفر در کیلومترمربع است و در تاریخ ۱ ژانویه ۱۹۴۸ به عنوان شهر شناخته شد.